# 鴻巢市
鴻巢市（日语：／ Kōnosu shi */?）是位於日本埼玉縣東部中央、大宮台地北端的城市，人口約11萬。當地往東京都特別區部的通勤率為14.6%（平成22年國勢調査），屬於東京的通勤城鎮。市內主要河川有西部的荒川、東南部至中部的元荒川和東北部的見沼代用水。境內中央地帶屬大宮台地，全市標高在10公尺至25公尺左右。氣候上屬太平洋側氣候，冬季乾燥且晴日多。

## 地理
- 河川：荒川、元荒川（日语：元荒川）、野通川（日语：野通川）、忍川（日语：忍川）、赤堀川（日语：赤堀川 (桶川市)）、足立北部排水路（日语：足立北部排水路）、石田川、前谷落、雁柄落
- 水道：武藏水路（日语：武蔵水路）、見沼代用水（日语：見沼代用水）（星川）
- 湖沼：屈巢沼（日语：屈巣沼）

## 歷史

### 地名由來
- 鴻巢是存在已久的地名，茨城縣與栃木縣、福岡縣也有相同地名。其由來有以下說法。
- 與代表高處砂地的「コウ（高）のス（洲）」同音，這與古代地處大宮台地上的鴻巢鄉（現在境內南部至桶川市北東部的區域）地理特徵相符。
- 日本書紀記載，以鴻巢鄉旁埼玉郡笠原鄉為據點的笠原直使主獲朝廷任命為武藏國造，一度在此設置武藏國國府，稱之「國府之州」（国府の州），後音變為「こうのす」，之後再以「鴻（こうのとり）傳說」選用「鴻巢」二字。

### 變遷
- 古代至近世，鴻巢地區主要屬武藏國足立郡（日语：足立郡），部分屬埼玉郡（日语：埼玉郡）和大里郡。日本書紀記載，534年安閑天皇任命笠原直使主為武藏國國造，據點為埼玉郡笠原鄉（現在加須市種足、笠原、久喜市菖蒲一帶）。
- 1591年（天正19年）起，德川家康多次來到鴻巢獵鷹，1593年（文祿2年）在鴻巢砦跡建築鴻巢御殿。
- 1602年（慶長7年），中山道宿場鴻巢宿（日语：鴻巣宿）簽到此地（市宿新田）。鴻巢宿原址稱為本（元）鴻巢，後陸續改稱本（元）宿、北本宿、北本，為北本市市名由來。
- 1889年（明治22年）4月1日 - 鴻巢宿、上生出塚村、下生出塚村合併成立鴻巢町。
- 1954年（昭和29年）7月1日 - 北足立郡鴻巢町、箕田村、田間宮村、馬室村、北埼玉郡、笠原村等1町4村合併成立鴻巢町。
- 1954年（昭和29年）9月30日 - 北足立郡常光村併入，施行市制為鴻巢市。
- 2005年（平成17年）10月1日 - 北足立郡吹上町、北埼玉郡川里町併入。

## 人口
| 鴻巢市人口分布圖 |                                               |  |
| 鴻巢市與日本全國年齡別人口分布比較圖 （2005年資料） | 鴻巢市的年齡、男女別人口分布圖 （2005年資料） |  |
| ■紫色是鴻巢市 ■綠色是全国 | ■藍色是男性 ■紅色是女性                       |  |
| 鴻巢市人口變化 \| 1970年 \| 66,318人 \| \| \| 1975年 \| 77,548人 \| \| \| 1980年 \| 86,854人 \| \| \| 1985年 \| 92,971人 \| \| \| 1990年 \| 107,124人 \| \| \| 1995年 \| 116,421人 \| \| \| 2000年 \| 120,271人 \| \| \| 2005年 \| 119,594人 \| \| \| 2010年 \| 119,629人 \| \| \| 2015年 \| 118,122人 \| \| \| 2020年 \| 116,828人 \| \| |                                               |  |
| 資料來源：日本總務省統計中心提供之人口普查數據 |                                               |  |
| 1970年 | 66,318人                                      |  |
| 1975年 | 77,548人                                      |  |
| 1980年 | 86,854人                                      |  |
| 1985年 | 92,971人                                      |  |
| 1990年 | 107,124人                                     |  |
| 1995年 | 116,421人                                     |  |
| 2000年 | 120,271人                                     |  |
| 2005年 | 119,594人                                     |  |
| 2010年 | 119,629人                                     |  |
| 2015年 | 118,122人                                     |  |
| 2020年 | 116,828人                                     |  |

## 行政

### 市長
- 市長：原口和久（日语：原口和久）（2002年8月1日- ，第四任）

### 歷代首長
| 代（鴻巢町） | 姓名         | 就任年月日     | 卸任年月日     |
| ------------ | ------------ | -------------- | -------------- |
| 初           | 石田正       | 1889年12月22日 | 1916年3月14日  |
| 2            | 島田伊左衛門 | 1916年3月24日  | 不明           |
| 3            | 竹內良助     | 1918年3月      | 不明           |
| 4            | 鈴木半右衛門 | 1923年6月16日  | 1925年2月      |
| 5            | 渡邊綱次郎   | 1926年4月19日  | 1942年5月1日   |
| 6            | 新井泰       | 1942年5月21日  | 1946年2月14日  |
| 7            | 馬場秀夫     | 1946年5月31日  | 1947年3月15日  |
| 8            | 栗原光次     | 1947年4月6日   | 1948年10月23日 |
| 9            | 島田友一郎   | 1948年12月20日 | 1949年5月6日   |
| 10           | 馬場秀夫     | 1949年6月29日  | 1951年4月5日   |
| 11           | 中村邦       | 1951年5月21日  | 1954年6月30日  |
| 代（鴻巢市） | 姓名         | 就任年月日     | 卸任年月日     |
| 初           | 栗原光次     | 1954年8月1日   | 1958年7月31日  |
| 2 - 4        | 飯山芳太郎   | 1958年8月1日   | 1970年7月31日  |
| 5 - 7        | 野崎源三郎   | 1970年8月1日   | 1982年7月31日  |
| 8            | 岡部一陽彥   | 1982年8月1日   | 1986年7月31日  |
| 9            | 島田博       | 1986年8月1日   | 1990年7月31日  |
| 10 - 12      | 佐藤輝彥     | 1990年8月1日   | 2002年7月31日  |
| 13 - 16      | 原口和久     | 2002年8月1日   | 現職           |

### 市設施
- 鴻巢市役所
  - 吹上支所
  - 川里支所
  - 鴻巢站連絡所
  - 北本站連絡所
- 鴻巢市上下水道廳舍

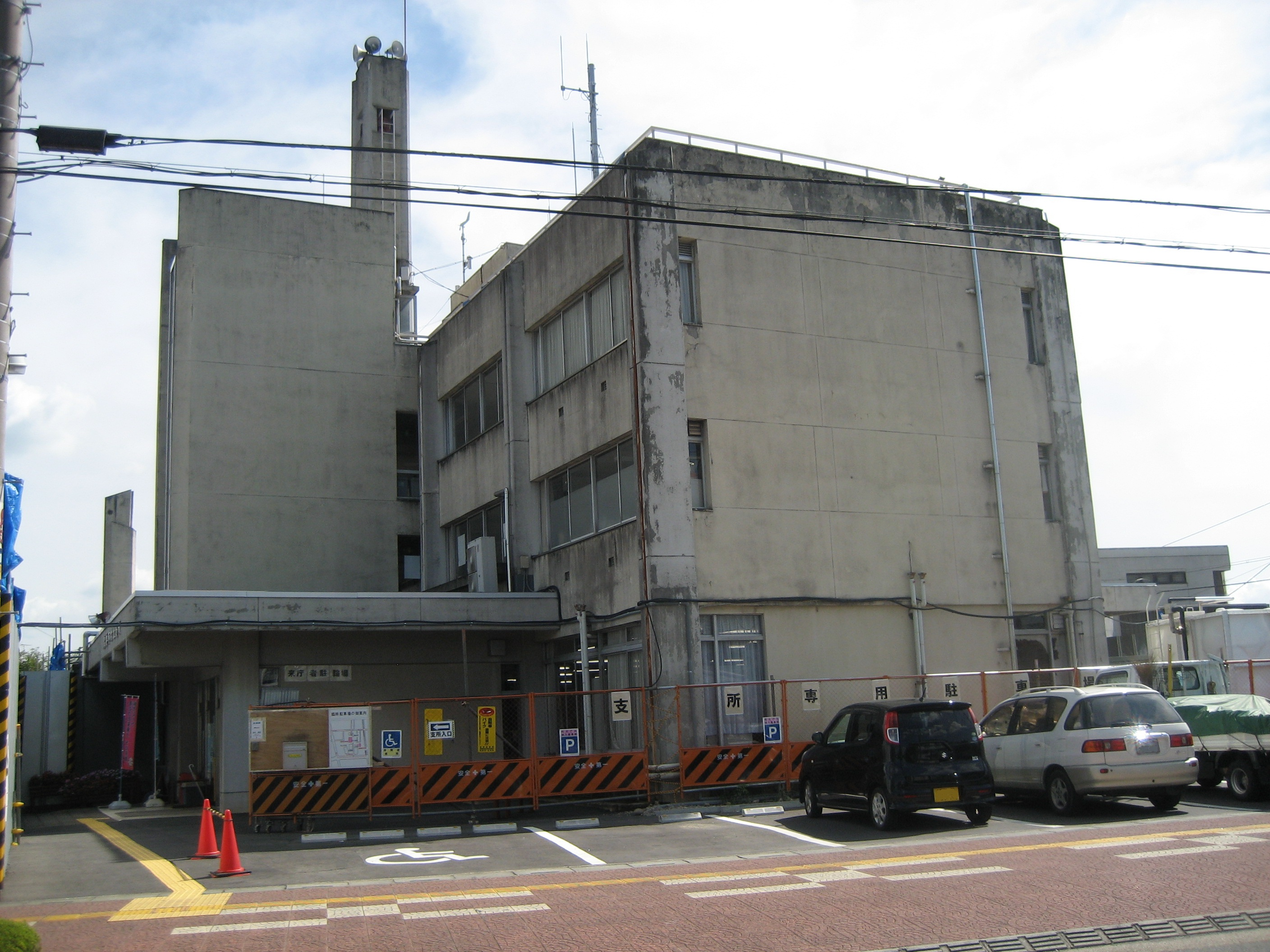
吹上支所

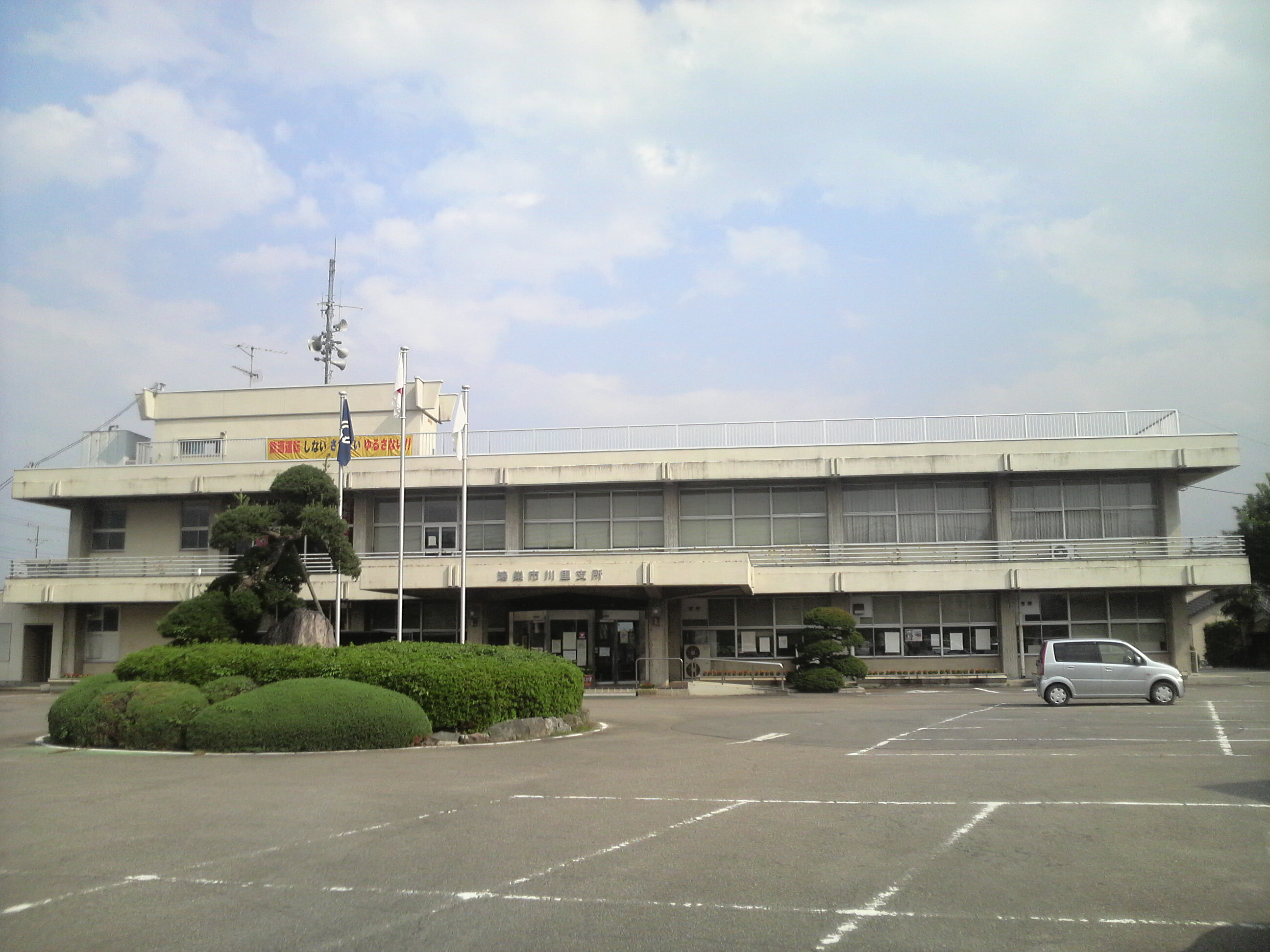
川里支所

- 鴻巢市文化中心（CLEA鴻巢）（日语：鴻巣市文化センター）（クレアこうのす）
- 鴻巢中央圖書館
- 吹上圖書館
- 川里圖書館
- 體育設施[* 1]
  - 鴻巢市立總合體育館
  - 鴻巢市立第2體育館
  - Cosmos Arena吹上（コスモスアリーナふきあげ）
  - 鴻巢市立陸上競技場（日语：鴻巣市立陸上競技場）
  - 鴻巢市吹上總合運動場
  - 鴻巢市吹上荒川總合運動公園
  - 鴻巢市立天神網球場
  - 鴻巢市立常光網球場
  - 鴻巢市吹上富士見網球場
  - 鴻巢市吹上富士見槌球場
  - 鴻巢市吹上公園高爾夫球場
  - 鴻巢市川里運動場高爾夫球場
- 上谷總合公園（日语：上谷総合公園）
- 市民中心
- 總合福祉中心
- 川里中央公園（日语：川里中央公園）
- 川里農業研修中心（日语：川里農業研修センター）
- 中央公民館、鴻巢兒童中心
- 箕田公民館、箕田兒童中心
- 常光公民館、常光兒童中心
- 愛宕（あたご）公民館、愛宕兒童中心
- 笠原公民館、笠原兒童中心
- 吹上公民館
- 田間宮生涯學習中心

1. ↑  . 鴻巢市.   [2012-11-21].[永久]

### 縣設施
- 埼玉縣警（日语：埼玉県警察）鴻巢警察署（日语：鴻巣警察署）
管轄本市與北本市。
- 埼玉縣警運轉免許中心（日语：埼玉県警運転免許センター）
- 鴻巢保健所
管轄本市與上尾市、桶川市、北本市、北足立郡伊奈町。
- 埼玉縣種苗中心

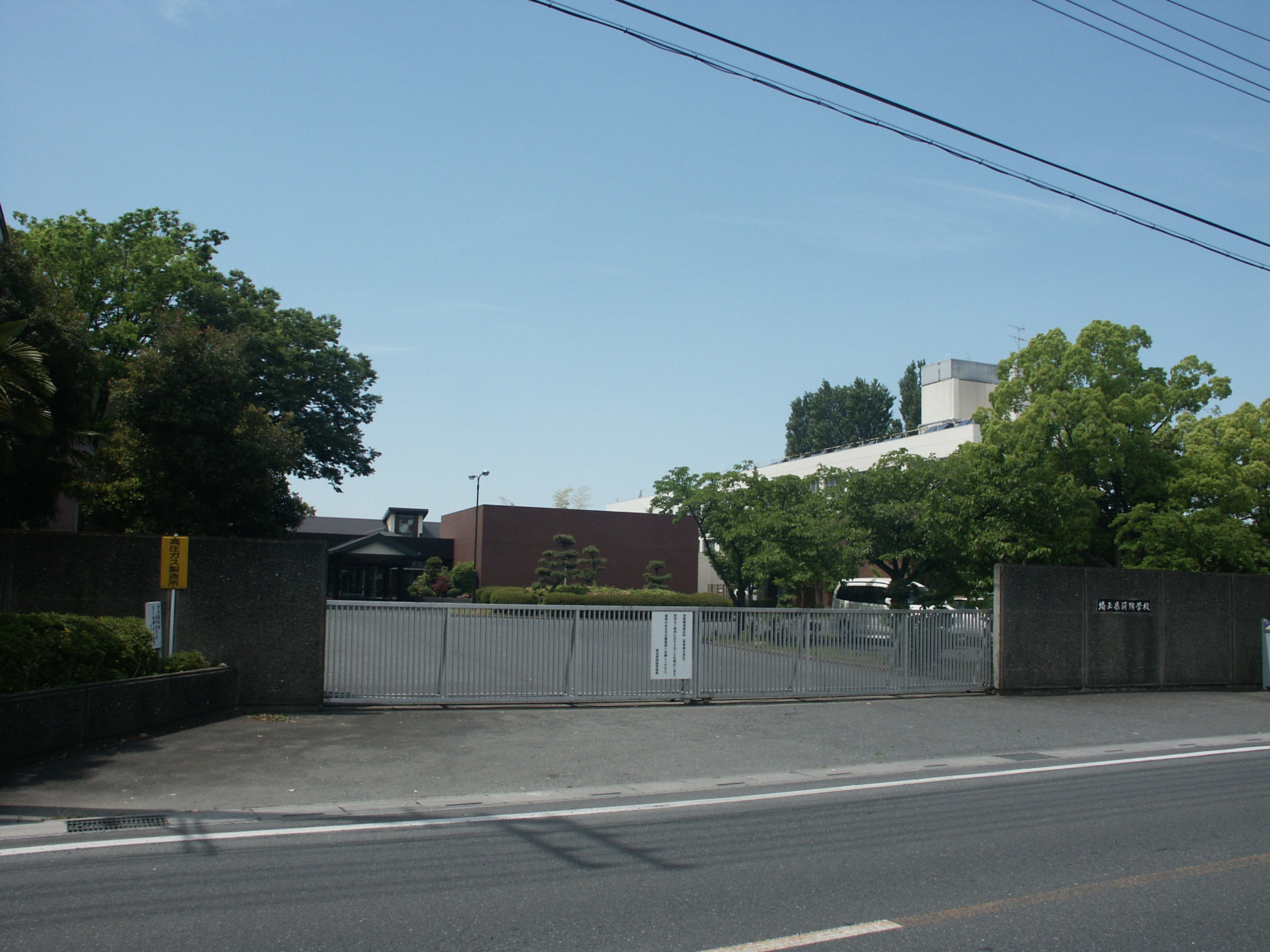
埼玉縣消防學校
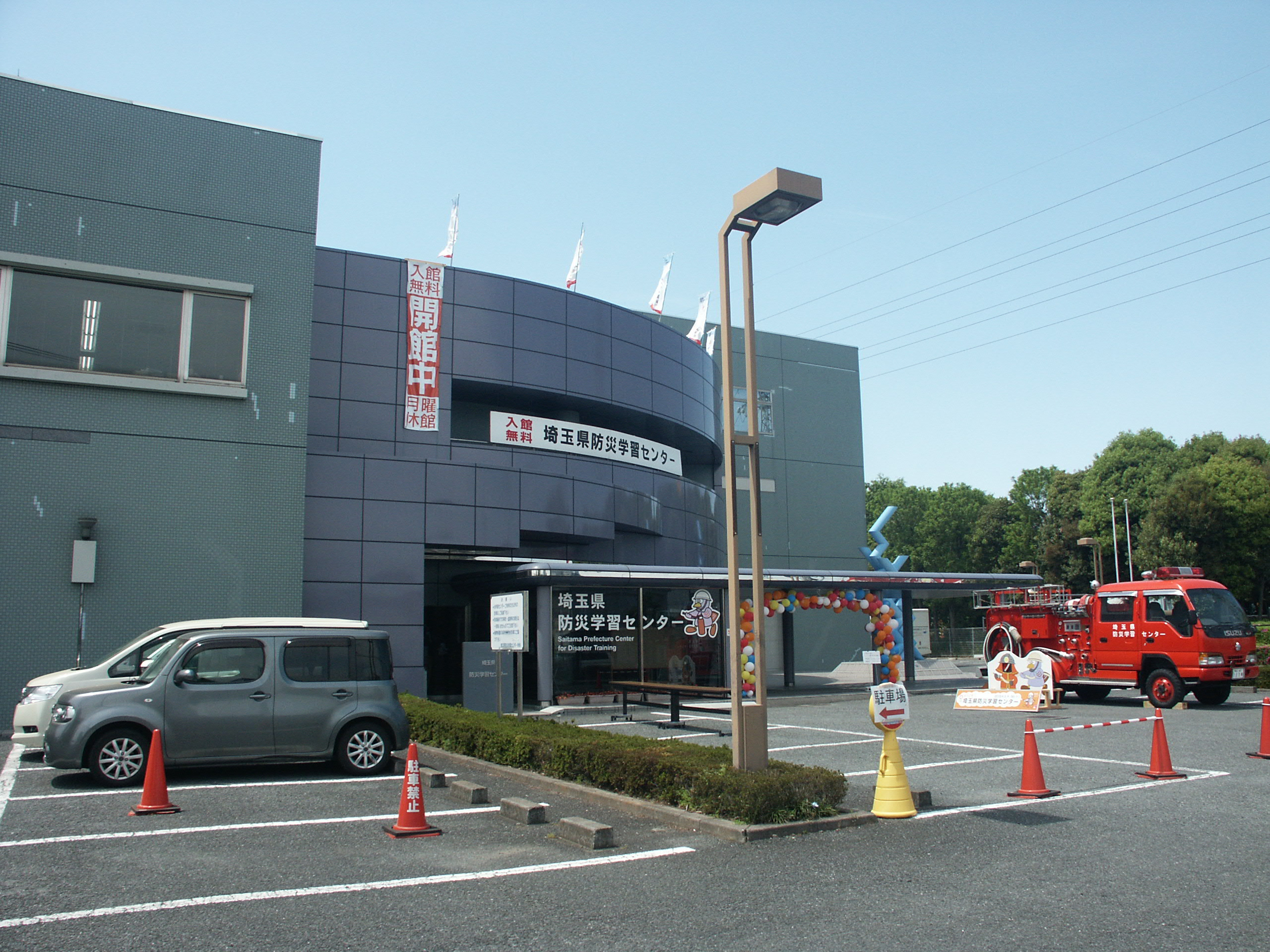
埼玉縣防災學習中心（日语：埼玉県防災学習センター）
- 水道整備事務所鴻巢駐在

- 埼玉縣消防學校
- 埼玉縣防災學習中心

### 事務組合
- 埼玉縣央廣域事務組合（日语：埼玉県央広域事務組合）
鴻巣市、桶川市、北本市共同營運「埼玉縣央廣域消防本部」及「縣央瑞穗齋場」。
- 埼玉中部環境保全組合
本市（吹上地區除外）、北本市、比企郡吉見町的垃圾處理。。吹上地區由北足立郡吹上町、行田市、北埼玉郡南河原村（現行田市）、羽生市組成的彩北廣域清掃組合處理。
- 北本地區衛生組合（北本市、比企郡吉見町的排泄物處理）
- 埼玉縣都市競艇組合（日语：埼玉県都市競艇組合）（與飯能市、加須市、本庄市、東松山市、狹山市、春日部市、羽生市、深谷市、上尾市、草加市、越谷市、入間市、鳩ヶ谷市、朝霞市、埼玉市共同經營競艇相關業務）
- 荒川北緣水防事務組合（日语：荒川北縁水防事務組合）（與熊谷市、行田市共同處理防洪業務）

## 立法

### 市議會
- 席次：26名
- 任期：2015年（平成27年）5月1日～2019年（平成31年）4月30日
- 議長：田中克美
- 副議長：潮田幸子

| 黨派           | 席次 |
| -------------- | ---- |
| 鴻創會         | 11   |
| コスモスクラブ | 5    |
| 公明黨         | 4    |
| 日本共產黨     | 2    |
| かいえんたい   | 2    |
| おりづる       | 1    |
| やさしい改革   | 1    |
| 新たな風       | 1    |

### 埼玉縣議會（南第16區）
- 席次：2
- 任期：2015年（平成27年）4月30日～2019年（平成31年）4月29日
  - 中屋敷慎一（自由民主黨，第3任）
  - 並木正年（無所屬縣民會議，第1任）

## 經濟

### 產業
- 主要產業
  - 塑膠製品（中央化學（日语：中央化学））
  - 各種電気制御機器（富士電機機器制御）
- 產業人口（2005年國勢調査）
  - 就業者總數：58,381人
  - 第一級產業：2,573人（4.4%）
  - 第二級產業：16,109人（27.6%）
  - 第三級產業：39,699人（68.0%）

### 企業
- 中央化學本社
- 伊勢食品（日语：イセ食品）本社
- UD卡車鴻巢工場
- 持田製藥（日语：持田製薬）鴻巢工場
- 日本惠爾得（日语：日本フエルト）鴻巢工場
- 理研Corundum（日语：理研コランダム）本社工場
- 大成Rotec（日语：大成ロテック）技術研究所
- 富士電機集團
  - 富士電機、富士電機機器制御吹上事業所
  - 富士電機設備技術中心
- 實瞳（日语：シード (レンズメーカー)）鴻巢研究所

### 商業設施
- 複合商業設施
  - elumi鴻巢（日语：elumiこうのす）
  - UNICUS鴻巢（ウニクス鴻巣）
- 綜合超市
  - APITA吹上店
- 食品超市
  - 西友吹上店
  - Mammy Mart（日语：マミーマート）生出塚店、北鴻巢店
  - Yaoko（日语：ヤオコー）鴻巢逆川店、鴻巢吹上店（UNICUS鴻巢）
  - Belc（日语：ベルク (企業)）鴻巢宮前店
  - blooming bloomy（日语：いなげや）鴻巢站前店（elumi鴻巢）
  - FOOD OFFストッカー（日语：カスミ）鴻巢店、吹上店
- 家居用品店
  - SUPER VIVA HOME（日语：LIXILビバ）鴻巢店
  - Keiyo D2（日语：ケーヨー）吹上店
- 折扣商店
  - MEGA唐吉訶德北鴻巢店
- 家電量販店
  - K's Denki（日语：ケーズホールディングス）鴻巢Powerful館
  - Joshin鴻巢店
- 其他
  - 宜得利鴻巢店
  - Fashion Center島村（日语：しまむら）吹上店
  - 大創鴻巢店＋OFF HOUSE（日语：ハードオフコーポレーション）鴻巢店

### 特產
- 雛人形
  - 本地生產雛人形已有380年以上的歷史，江戶中期與江戶十軒店（現東京都中央區日本橋室町）、越谷（現埼玉縣越谷市）並列為關東三大雛市。
- 花卉栽培
  - 昭和20年代開始發展花卉園藝栽培，是日本少數擁有兩處花卉市場的地區，2002年（平成14年）合併為東日本最大規模的地方批發市場鴻巢花卉中心（日语：鴻巣フラワーセンター）。周邊地區有許多花卉溫室。

## 友好都市
- 大沼郡金山町（福島縣）
  - 2006年4月10日簽訂友好都市

## 地域

### 町域
本市主要可分為昭和大合併前各町村地區、北鴻巢站開設時整備的赤見台地區、平成大合併併入的吹上町、川里町等地區。
鴻巢地域
鴻巢地區

- 生出塚（おいねづか）
- 加美
- 上生出塚
- 鴻巢
- 下生出塚

- 中央
- 天神
- 人形
- 東
- 雲雀野（ひばり野）

- 富士見町
- 本町
- 本宮町
- 宮地
- 雷電

箕田地區

- 市之繩
- 稻荷町
- 川面

- 神明
- 寺谷
- 中井

- 八幡田
- 箕田
- 三木

赤見台地區
- 赤見台

田間宮地區

- 大間
- 北中野
- 榮町

- 幸町
- 堤町
- 糠田

- 登戶
- 綠町
- 宮前

馬室地區

- 小松
- 逆川
- 瀧馬室

- 原馬室
- 冰川町
- 松原

笠原地區
- 安養寺
- 笠原
- 鄉地

常光地區
- 上谷
- 下谷
- 常光
- 西中曾根

川里地域

- 赤城
- 赤城台
- 新井

- 上會下
- 北根
- 屈巢

- 境
- 關新田
- 廣田

吹上地域

- 榎戶
- 大蘆
- 鎌塚
- 北新宿
- 小谷
- 下忍

- 新宿
- 三町免
- 筑波
- 荊原
- 吹上
- 吹上富士見

- 吹上本町
- 袋
- 前砂
- 南
- 明用

### 教育

#### 小學校
- 鴻巢市立赤見台第一小學校
- 鴻巢市立赤見台第二小學校
- 鴻巢市立笠原小學校（日语：鴻巣市立笠原小学校）
- 鴻巢市立鴻巣北小學校（日语：鴻巣市立鴻巣北小学校）
- 鴻巢市立鴻巢中央小學校
- 鴻巢市立鴻巢東小學校（日语：鴻巣市立鴻巣東小学校）
- 鴻巢市立鴻巢南小學校（日语：鴻巣市立鴻巣南小学校）
- 鴻巢市立常光小學校
- 鴻巢市立田間宮小學校
- 鴻巢市立松原小學校（日语：鴻巣市立松原小学校）
- 鴻巢市立馬室小學校
- 鴻巢市立箕田小學校（日语：鴻巣市立箕田小学校）
- 鴻巢市立吹上小學校
- 鴻巢市立大蘆小學校
- 鴻巢市立小谷小學校
- 鴻巢市立下忍小學校
- 鴻巢市立共和小學校
- 鴻巢市立廣田小學校
- 鴻巢市立屈巢小學校

#### 中學校
- 鴻巢市立鴻巢中學校（日语：鴻巣市立鴻巣中学校）
- 鴻巢市立鴻巢北中學校（日语：鴻巣市立鴻巣北中学校）
- 鴻巢市立鴻巢南中學校（日语：鴻巣市立鴻巣南中学校）
- 鴻巢市立鴻巢西中學校（日语：鴻巣市立鴻巣西中学校）
- 鴻巢市立赤見台中學校
- 鴻巢市立吹上中學校
- 鴻巢市立吹上北中學校
- 鴻巢市立川里中學校

#### 高等學校
- 埼玉縣立鴻巢高等學校（日语：埼玉県立鴻巣高等学校）
- 埼玉縣立鴻巢女子高等學校（日语：埼玉県立鴻巣女子高等学校）
- 埼玉縣立吹上秋櫻高等學校（日语：埼玉県立吹上秋桜高等学校）

#### 專修學校
- 關東工業自動車大學校（日语：関東工業自動車大学校）
- 關東福祉專門學校
- 鴻巢文化學院

#### 特別支援學校
- 鴻巢市立つつみ學園

### 郵政
舊吹上町區域的郵遞區號為「369-01xx」，其他區域為「365-00xx」。
- 吹上郵便局（日语：吹上郵便局） - 舊吹上町區域「369-01xx」集配業務
- 鴻巢郵便局（日语：鴻巣郵便局） - 其他區域「365-00xx」集配業務

- 鴻巢大間郵便局
- 鴻巢神明郵便局
- 鴻巢人形町郵便局

- 鴻巢本町郵便局
- 笠原郵便局
- 箕田郵便局

- 北鴻巢站前郵便局
- 吹上本町郵便局

- 吹上富士見郵便局
- 川里廣田郵便局

## 交通

### 鐵路
中心車站鴻巢站東口在1991年（平成3年）起開始進行再開發。北鴻巢站西口也在2005年（平成17年）進行都市更新，2008年（平成20年）4月開放，西口站前廣場於2009年（平成21年）4月啟用。
東日本旅客鐵道（JR東日本）
- 高崎線：鴻巢站 - 北鴻巢站 - 吹上站

此外，高崎線北本站鄰近本市南部，行田站鄰近本市北部。
上越新幹線通過市內但未設站。

### 巴士
- 東武巴士西（日语：東武バスウエスト）
- 朝日巴士（日语：朝日自動車）
- 川越觀光巴士（日语：川越観光バス）
- 市內循環巴士（花號（日语：フラワー号 (鴻巣市)）） ※委託朝日自動車、皇家交通（日语：ロイヤル交通）
- 吉見町巡迴巴士

### 計程車
與川口市、埼玉市、上尾市、戶田市同屬縣南中央交通圈。

### 道路
高速道路
市內沒有高速道路通過。可利用東北自動車道加須交流道、羽生交流道、關越自動車道東松山交流道、花園交流道、首都圈中央連絡自動車道桶川北本交流道等。
一般國道
- 國道17號
  - 本線（北鴻巢、吹上地區）
  - 大宮繞道（現本線）
  - 熊谷繞道（基點附近為箕田地區）

主要地方道（縣道）
- 埼玉縣道27號東松山鴻巢線
- 埼玉縣道32號鴻巢羽生線
- 埼玉縣道38號加須鴻巢線
- 埼玉縣道57號埼玉鴻巢線
- 埼玉縣道66號行田東松山線
- 埼玉縣道76號鴻巢川島線
- 埼玉縣道77號行田蓮田線

一般縣道

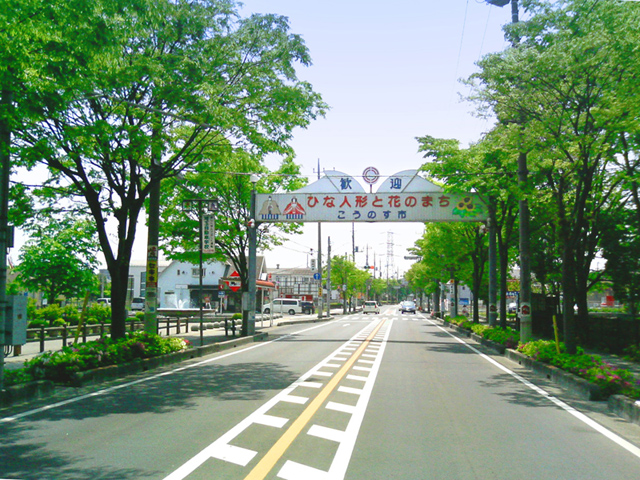
埼玉縣道136號鴻巢停車場線（櫸樹通）

- 埼玉縣道136號鴻巢停車場線（櫸樹通）
- 埼玉縣道148號騎西鴻巢線
- 埼玉縣道164號鴻巢桶川埼玉線（舊中山道）
- 埼玉縣道306號上中森鴻巢線
- 埼玉縣道307號福田鴻巢線
- 埼玉縣道308號內田谷鴻巢線
- 埼玉縣道310號笠原菖蒲線
- 埼玉縣道313號北根菖蒲線
- 埼玉縣道365號鎌塚鴻巢線

## 名勝、古蹟、觀光地、祭典、活動

### 名勝、古蹟、觀光地
- 勝願寺（日语：勝願寺）（伊奈忠次之墓）
- 鴻神社
- 鴻巢市產業觀光館（日语：鴻巣市産業観光館）「ひなの里」
- 生出塚遺跡（日语：生出塚遺跡）、生出塚古墳群（日语：生出塚古墳群）
- 埴輪竈跡（原馬室）
- 傳源經基館跡（日语：伝源経基館跡）（縣指定史跡）
- 一里塚
- 石田堤史跡公園
- 荒川波斯菊（コスモス）街道
- 真福寺（日语：真福寺 (鴻巣市)）（屈巢）
- 北根久伊豆神社
- 花久之里
- 鴻巢花卉中心（日语：鴻巣フラワーセンター）
- Pansy House（日语：鴻巣農産物直売所）（パンジーハウス）

### 名物
- 炒麵
- 毬饅頭（日语：いがまんじゅう）
- 鴻巢川幅烏龍麵（日语：こうのす川幅うどん）

### 祭典、活動
- 櫻花祭（鴻巣公園）
- 吹上櫻花祭（吹上地區元荒川）
- 夏祭（舊中山道）
- 大鳥祭（おおとりまつり）（舊中山道）
- 酉之市（日语：酉の市）（鴻神社）
- 廣田（ささら）祭
- 鴻巣商人Festival（鴻巢市役所、市役所吹上支所等）
- 川里Festival（川里農業研修中心（日语：川里農業研修センター））
- 鴻巢大雛祭（鴻巣びっくりひな祭り）（鴻巢市役所等）
- 鴻巢Flower Festival
- Poppy Happy Square（ポピーハッピースクエア）（荒川土手內側）
- 鴻巢花火大會（日语：こうのす花火大会） - 每年7月最後一個週六於荒川舉行。
- Cosmos Festival（吹上地區荒川土手）

### 鴻巢市的日本第一
本市的花卉生產與雛人形製造興盛，共有8個「日本第一」紀錄。
- 日本第一長的水管橋（鴻巢市大蘆～熊谷市小八林。全長1100.95m）
- 日本第一高的金字塔雛壇（31段，7.0m）
- 河川寬度日本第一（鴻巢～吉見邊界的荒川寬度約2,537m）
- 一分鐘尺玉以上的煙火發射數（1分鐘平均約75.5發）
- 罌粟花栽培面積日本第一（馬室地區的罌粟花田面積約12.5ha，約是2.5個東京巨蛋）
- 報春花、一串紅、萬壽菊產量日本第一（2006年度）

## 知名人士

### 出身人士
- 長（聲優）
- 丸藤正道（職業摔角手）

### 相關人士
- 小野寺力（前東京養樂多燕子投手）
埼玉縣立鴻巢高等學校出身。

## 備註
1. ↑  . 鴻巣市役所. 2014-08-01  [2015-09-01]. （原始内容存档于2015-09-23）.
2. ↑  . 鴻巣市役所. 2011-03-10  [2015-09-01]. （原始内容存档于2015-09-23）.
3. ↑  . 鴻巣市役所.   [2015-09-01]. （原始内容存档于2013-06-20）.

## 外部連結
- 鴻巢市 （页面存档备份，存于）
- 鴻巢市觀光協會 （页面存档备份，存于）